# Juan Emilio Cheyre
Juan Emilio Cheyre Espinosa (né le 10 octobre 1947  à Santiago (Chili)), est un militaire chilien à la retraite, avec le grade de général d'armée et de commandant en chef de l'Armée chilienne entre le 10 mars 2002 et le 10 mars 2006.
Le général Cheyre est marié avec María Isabel Forestier et a trois fils.
Il est expert en infanterie. Il est diplômé en sciences militaires, possède une licence et un master de l'Academia de Guerra del Ejército de Chile, sciences politiques de l'Université pontificale catholique du Chili et docteur en sciences politiques et sociales de l'Université Complutense de Madrid.
Il est aujourd'hui accusé d'avoir perpétué des tortures et avoir ordonné l’assassinat des prisonniers politiques de gauche pendant la dictature du général Pinochet. Le 11 juin 2016 la chaîne de télévision du Chili TVN a publié les témoignages de plusieurs victimes de tortures qui déclarent que Cheyre a bel et bien participé au massacre des gauchistes chiliens.
Il est condamné en novembre 2018 à trois ans d’assignation à résidence pour avoir collaboré quelques semaines après le coup d'Etat.à une « caravane de la mort », au cours de laquelle quinze civils avaient été sommairement exécutés. Il est le premier haut gradé à être condamné pour des crimes commis sous la dictature.